# Мамояда
Мамоя̀да (на италиански: Mamoiada; на сардински: Mamujàda, Мамуяда) е малко градче и община в Южна Италия, провинция Нуоро, автономен регион и остров Сардиния. Разположено е на 644 m надморска височина. Населението на общината е 2592 души (към 2010 г.).